# Summit, Mississippi
Summit là một thành phố thuộc quận Pike, tiểu bang Mississippi, Hoa Kỳ. Năm 2010, dân số của thành phố này là 1 705 người.

## Dân số
- Dân số năm 2000: 1 603 người.
- Dân số năm 2010: 1 705 người.